# Loi concernant les conditions de travail dans le secteur public
Lire en ligne

Texte officiel

La Loi concernant les conditions de travail dans le secteur public, appelée aussi communément loi 43 ou projet de loi 142, est une loi spéciale québécoise. Cette loi a été adoptée sous une procédure législative d'exception (souvent appelé sous bâillon) le 15 décembre 2005 par le gouvernement Charest. Elle avait pour objectif prétendu d'assurer la continuité des services publics et, d'autre part, de pourvoir aux conditions de travail des salariés des organismes des services publics québécois en imposant des conventions collectives aux employés de l'État avant que les négociations aient portées fruit. Cette loi enlevait aussi le droit de grève à ces salariés pour la période où elle imposait unilatéralement les conventions collectives.

## Conditions
Cette loi a pour effet d'imposer les conditions de travail et les conventions collectives de tous les employés du secteur public québécois (médecins, infirmières, enseignants, etc.). 
Elle a été adoptée dans une période marquée par quelques grèves dans le secteur public. Les conventions collectives ainsi imposées étaient en vigueur jusqu'en 2010.
Le deuxième effet de la loi est d'empêcher toute contestation de son application. Les employés se sont vu enlever leur droit de grève tandis que les dirigeants de tous les organismes publics ont reçu l'obligation de « […] prendre les moyens appropriés pour que soient dispensés les services habituels » (article 24). De plus, la loi prévoit que « [n]ul ne peut, par omission ou autrement, faire obstacle ou nuire de quelque manière à la reprise ou au maintien des services habituels d’un organisme du secteur public ou à l’exécution par les salariés de leur prestation de travail relative à ces services, ni contribuer directement ou indirectement à ralentir, altérer ou retarder l’exécution de cette prestation » (article 28).

## Sanctions
La loi prévoit les amendes suivantes en cas d'infraction, pour chaque jour ou partie de jour de grève :
- Pour les individus : de 100 à 500 $ ;
- Pour dirigeants ou représentants d'un groupement ou d'une association : de 7 000 à 35 000 $ ;
- Pour les organismes, syndicats, etc : de 25 000 à 125 000 $.

L'article 42 précise que « commet une infraction quiconque aide ou, par un encouragement, un conseil, un consentement, une autorisation ou un ordre, amène une autre personne à commettre une infraction visée par la présente section. » Ainsi, par exemple, un professeur qui inciterait ses étudiants à la grève pourrait être passible d'une amende si ces derniers en entament une.

## Controverse
Cette loi est contestée de plusieurs manières par les nombreux syndicats touchés par cette loi.

### Contestation juridique
Les grandes centrales syndicales (CSN-CSQ-FTQ) ainsi que d'autres syndicats ont intenté un recours contre le gouvernement sur la base que cette loi est inconstitutionnelle car elle brime le droit de grève et ne permet pas une négociation de bonne foi entre les parties. Le 10 janvier 2013, le recours est rejeté par la Cour supérieure du Québec.

#### BIT
Les syndicats touchés, notamment l'Association des substituts du Procureur général du Québec (ASPGQ [devenu aujourd’hui l'Association des procureurs aux poursuites criminelles et pénales], a porté plainte au Comité de liberté syndical du Bureau international du travail pour violation aux normes internationales du travail.
Dans un communiqué datant de mars 2007,, le Bureau International du Travail (BIT) a donné raison aux organisations syndicales. Dans sa décision, le BIT sanctionne sévèrement le gouvernement du Québec. Il le prie instamment de modifier la loi 43 pour la rendre conforme aux conventions internationales du travail dont le Canada et, par conséquent, le Québec, sont signataires. Sous sa forme actuelle, la loi viole les conventions n° 87, sur la liberté syndicale et la protection du droit syndical, et la convention n° 98, sur le droit d’organisation et de négociation collective.

### Contestations politiques
Les syndicats ont encouragé leurs centaines de milliers de membres à contester l'imposition de leurs conditions de travail en votant contre les libéraux aux élections provinciales du 26 mars 2007. Ceci a peut-être été l'une des causes de l'élection d'un gouvernement minoritaire libéral à ce moment.

### Application aux étudiants
Certains administrateurs d'institutions d'enseignement ont menacé d'appliquer des sanctions de la loi 43 à des étudiants en grève. Ceci était une mauvaise interprétation de la loi puisqu'elle ne s'applique qu'aux salariés du secteur public (articles 22 et 23) et aux associations de salariés (article 25). Catherine Poulain, porte-parole du Conseil du trésor du Québec, a effectué en novembre 2007 une déclaration en ce sens.

### Texte officiel
- Loi concernant les conditions de travail dans le secteur public, LQ 2005, c. 43  (lire en ligne, consulté le )